# Diacamma bispinosum
Diacamma bispinosum é uma espécie de formiga do gênero Diacamma, pertencente à subfamília Ponerinae.